# Вулька-Поляновська
Вулька-Поляновська (пол. Wólka Polanowska) — село в Польщі, у гміні Вількув Опольського повіту Люблінського воєводства.
Населення — 281 особа (2011).

## Демографія
Демографічна структура станом на 31 березня 2011 року:
|          | Загалом | Допрацездатний вік | Працездатний вік | Постпрацездатний вік |
| -------- | ------- | ------------------ | ---------------- | -------------------- |
| Чоловіки | 144     | 31                 | 96               | 17                   |
| Жінки    | 137     | 27                 | 70               | 40                   |
| Разом    | 281     | 58                 | 166              | 57                   |